# پاتریک زوسکیند
پاتریک زوسکیند (به آلمانی: Patrick Süskind) (زاده ۲۶ مارس ۱۹۴۹ در شهر آمباخ آلمان) نویسنده و فیلم‌نامه‌نویس آلمانی است.
معروف‌ترین اثر او رمان عطر: قصهٔ یک آدمکش است که در سال ۱۹۸۵ منتشر شد و در سال ۲۰۰۶ فیلمی به همین نام بر اساس این کتاب ساخته شد.

## آثار
داستانی
- عطر: قصهٔ یک آدمکش ۱۹۸۵، شابک ‎۳−۲۵۷−۲۲۸۰۰−۷. این رمان در لیست ۱۰۰۱ کتاب که باید قبل از مرگ بخوانید و همچنین لیست روزنامه گاردین (۱۰۰۰ رمان که هر شخص باید بخواند) قرار دارد.
- کبوتر شابک ‎۳−۲۵۷−۲۱۸۴۶-X،۱۹۸۷. این رمان در لیست ۱۰۰۱ کتاب که باید قبل از مرگ بخوانید قرار دارد.
- سرگذشت آقای زومر ۱۹۹۱، شابک ‎۳−۲۵۷−۲۲۶۶۴−۰
- کنترباس ۱۹۸۱، شابک ‎۳−۲۵۷−۲۳۰۰۰−۱

مقاله
- ازعشق تا مرگ ۲۰۰۶، شابک ‎۳−۲۵۷−۲۳۵۸۹−۵

ترجمه‌شده به فارسی
- عطر، ترجمه رویا منجم، انتشارات علم، چاپ دوم ۱۳۸۵
- عطر، ترجمه مهدی سمسارزاده
- کبوتر، ترجمه ندا درفش کاویانی، انتشارات آهنگ، چاپ اول ۱۳۸۴
- کبوتر، ترجمه فرهاد سلمانیان، نشر مرکز، چاپ دوم ۱۳۹۳
- سرگذشت آقای زومر، ترجمه احمد کسایی‌پور، نشر هرمس، چاپ اول ۱۳۹۱